# 阿克頓 (麻薩諸塞州)
阿克頓（英語：Acton）是一個位於美國麻薩諸塞州米德爾塞克斯縣的鎮。

## 人口
根據2020年美國人口普查的數據，阿克頓的面積為52.50平方千米，當中陸地面積為51.70平方千米，而水域面積為0.80平方千米。當地共有人口24021人，而人口密度為每平方千米458人。